# La Personnelle
La Personnelle est un assureur de groupe auto et habitation au Québec. Elle compte plus de 700 organisations partenaires au Canada - syndicats, organisations, ordres professionnels, entreprises - et fait partie de l'institution financière québécoise Mouvement Desjardins.

## Historique
En 1974 était lancé The Personal Insurance Company, filiale de la Banque CIBC et pionnier en matière d'assurances de groupe au Canada. La Personnelle et sa filiale anglophone The Personal sont à l'origine du concept d'assurance de groupe en matière d'automobile et d'habitation au Canada. À l'origine, l'assureur de groupe ne proposait que ces deux services.
Le 2 mai 1986, la compagnie d'assurances La Sécurité assurances générales (qui devient plus tard La Personnelle), concluait une entente de partenariat avec la Centrale de l'enseignement du Québec, aujourd'hui la CSQ. Ces derniers étaient à la recherche d'un régime collectif en assurance automobile et habitation; cet accord entre les deux compagnies a marqué le début officiel de l'histoire de l'assurance de groupe au Québec.
En 2000, Desjardins faisait l'acquisition de CIBC assurances générales ainsi que de sa filiale de groupe "The Personal". La même année, le Mouvement Desjardins décide d'uniformiser le nom de son assureur de groupe au niveau national, renommant ainsi La Sécurité pour l'appeler "La Personnelle" en écho au nom anglophone.  En 2015, La Personnelle faisait partie du palmarès des entreprises les plus admirées publié par Les Affaires. 
En 2018, La Personnelle s'est taillé une place sur le marché et est le premier assureur de groupe au Québec avec plus de 170 partenaires québécois.

## Services
La Personnelle offre des services d'assurance de groupe pour les automobiles, les habitations, les véhicules récréatifs et les animaux. Ces assurances peuvent également comprendre une assistance juridique et une assistance en cas de vol d'identité. Les services sont offerts grâce à des agents, mais également en ligne ou via l'application mobile. Les deux programmes mobiles les plus populaires sont notamment Ajusto et Alerte, mais l'application comprend également le programme Radar, une alerte météo qui permet à l'assuré d'être au courant lors de situations météorologiques (pluies fortes, tempêtes de vent et grêle) pouvant endommager ses biens.

## Avantages de l'assurance de groupe
L'assurance de groupe est accessible à tous les individus appartenant à un groupe. La police d'assurance qui résulte de la négociation entre La Personnelle et le groupe partenaire en question est notamment caractérisée par des tarifs avantageux et exclusifs, particulièrement pour l'assurance auto, l'assurance habitation et l'assurance entreprise (au Québec). Elle est aussi personnalisée selon les besoins des adhérents constituant ce groupe, offre un service de première classe, et offre également la possibilité aux souscripteurs d'enregistrer sous la même police exclusive leur conjoint ou leur(s) membre(s) à charge. L'un des avantages avec l'assurance de groupe est qu'il est également possible de jumeler le rabais lié à l'appartenance à une organisation, à des rabais sur une base personnelle (par exemple, il est possible d'obtenir un rabais supplémentaire si le client possède un véhicule hybride).

## Controverse
En 2017, La Personnelle faisait face à des chefs d'accusation de non-respect de la vie privée. Ils étaient accusés par le bureau du commissaire à la protection de la vie privée d'accéder aux dossiers de crédit de ses membres sans raisons valables. La Personnelle s'est défendue en affirmant n'utiliser ces informations que pour éviter les réclamations frauduleuses, mais l'avocate Rhona DesRoches semble prétendre que les compagnies d'assurance auraient plutôt tendance à utiliser ces informations concernant les statuts financiers des réquérants pour limiter les prestations à fournir. 